# Merching
Merching là một đô thị ở huyện Aichach-Friedberg bang Bayern nước Đức. Đô thị Merching có diện tích 24,83 km², dân số thời điểm ngày 31 tháng 12 năm 2006 là 3151 người.